# Le Flore (Oklahoma)
Le Flore es un pueblo ubicado en el condado de Le Flore en el estado estadounidense de Oklahoma. En el año 2010 tenía una población de 190 habitantes y una densidad poblacional de 52,78 personas por km².

## Geografía
Le Flore se encuentra ubicado en las coordenadas 34°53′49″N 94°58′53″O / 34.89694, -94.98139 (34.896948, -94.981375).

## Demografía
Según la Oficina del Censo en 2000 los ingresos medios por hogar en la localidad eran de $25,833 y los ingresos medios por familia eran $25,833. Los hombres tenían unos ingresos medios de $22,083 frente a los $23,125 para las mujeres. La renta per cápita para la localidad era de $14,680. Alrededor del 29.7% de la población estaban por debajo del umbral de pobreza.